# Mato Grosso Esporte Clube
Il Mato Grosso Esporte Clube, noto anche semplicemente come Mato Grosso, è una società calcistica brasiliana con sede nella città di Cuiabá, capitale dello stato del Mato Grosso.

## Storia
Il club è stato fondato il 1º agosto 1948 con il nome di Palmeiras Esporte Clube. Il Palmeiras ha vinto il Campeonato Mato-Grossense Segunda Divisão nel 2008, dopo aver sconfitto in finale il Cáceres. Nel 2012, il club ha cambiato nome in Mato Grosso Esporte Clube.

## Palmarès

### Competizioni statali
- Campeonato Mato-Grossense Segunda Divisão: 1

2008